# Susuk (Ngombol)
Susuk is een bestuurslaag in het regentschap Purworejo van de provincie Midden-Java, Indonesië. Susuk telt 520 inwoners (volkstelling 2010).